# Gisamjaure
Gisamjaure är en sjö i Sorsele kommun i Lappland och ingår i Umeälvens huvudavrinningsområde. Sjön har en area på 0,216 kvadratkilometer och ligger 841,2 meter över havet. Gisamjaure ligger i Vindelfjällen Natura 2000-område.

## Delavrinningsområde
Gisamjaure ingår i det delavrinningsområde (733937-150527) som SMHI kallar för Mynnar i Nedre Framakselet. Medelhöjden är 921 meter över havet och ytan är 5,91 kvadratkilometer. Det finns inga avrinningsområden uppströms utan avrinningsområdet är högsta punkten. Vattendraget som avvattnar avrinningsområdet har biflödesordning 3, vilket innebär att vattnet flödar genom totalt 3 vattendrag innan det når havet efter 436 kilometer. Avrinningsområdet består mestadels av kalfjäll (85 procent). Avrinningsområdet har 0,29 kvadratkilometer vattenytor vilket ger det en sjöprocent på 4,9 procent.